# Cokerie de Carling
La cokerie de Carling ou cokerie de L’Hôpital-Carling, aussi dite cokerie du puits 6 de L'Hôpital, est une ancienne cokerie française située en grande partie sur le territoire de la commune de Saint-Avold. Dédiée à la cokéfaction du charbon extrait dans le bassin houiller lorrain, la cokerie developpe l'enfournement de charbon pilonné, afin d'obtenir un coke propre à l'emploi aux hauts fourneaux. Le gaz produit est envoyé à la Centrale Émile-Huchet.
Mise en service en 1905, par les Allemands, soucieux de valoriser le charbon local, la cokerie se développe et devient, dans les années 1960, la plus grosse cokerie de France. À la fin du XXe siècle, elle est progressivement délaissée par les Charbonnages de France. Elle ferme en octobre 2009, victime de la Grande Récession de 2008 qui sinistre la sidérurgie, son principal client.

## Histoire
Les activités industrielles du site ont débuté en 1893 sous l’administration prussienne par la société des houillères « Saar und Mosel » (Sarre et Moselle) grâce au forçage du puits VI de L’Hôpital et par l’exploitation de la houille. Le site comprenait alors les installations d'extraction du charbon et de pompage des eaux, un lavoir, une gare et une briqueterie. En 1904, on construit la première batterie de fours de cokéfaction et les activités de cette nouvelle cokerie vont se développer dès 1905. C’est la première cokerie du Bassin Houiller Lorrain et elle est alors appelée Kokerei Schacht 6 (cokerie du puits 6) ou Kokerei von Spittel-in-Lothringen  (cokerie de L’Hôpital-en-Lorraine). Elle passe à l’administration française dès la fin de la Première Guerre mondiale et fonctionne jusqu’au début de la Seconde Guerre mondiale. Ses fours étant éteints, l’occupant allemand tente de relancer son activité durant la Seconde Guerre mondiale. Pendant la Seconde Guerre mondiale, elle a été intégralement rattachée par l’occupant allemand à l’administration de la commune de L'Hôpital alors appelée Spittel et ce de 1941 à 1948-49. Le siège social de l’actuelle société Cokes de Carling SAS est établi à Carling, rue de L’Hôpital.
À partir de 1946 et jusqu'au 31 mars 2004, elle devient une unité d'exploitation des Houillères du Bassin de Lorraine (Groupe Charbonnages de France) et prend le nom de "Cokerie de Carling". L’un des bâtiments principaux de la cokerie, construit dans les années 1960, mesurait 120 m de long, 40 m de haut et 15 m de large et était jouxté de deux tours à charbon et d’une station de mélange. C'était la seule cokerie au monde à pouvoir mettre des batteries en veille et fournissait le meilleur coke de fonderie d'Europe.
Le procédé de cokéfaction mis au point par Charles Jully, appelé « procédé de Carling » ou « procédé Jully » permet fabriquer du coke métallurgique à partir du charbon lorrain. En réutilisant le poussier de coke à la place de charbon d'importation, il affanchi la sidérurgie lorraine du coke de la Ruhr. La demande importante de la sidérurgie de l'époque entraîne le développement de la cokerie, qui devient dans les années soixante la plus grande de France. L'activité génère en outre un surplus de production de gaz de houille, qui tire le développement de l'usine de synthèse à l'origine de la plate-forme chimique de Carling.

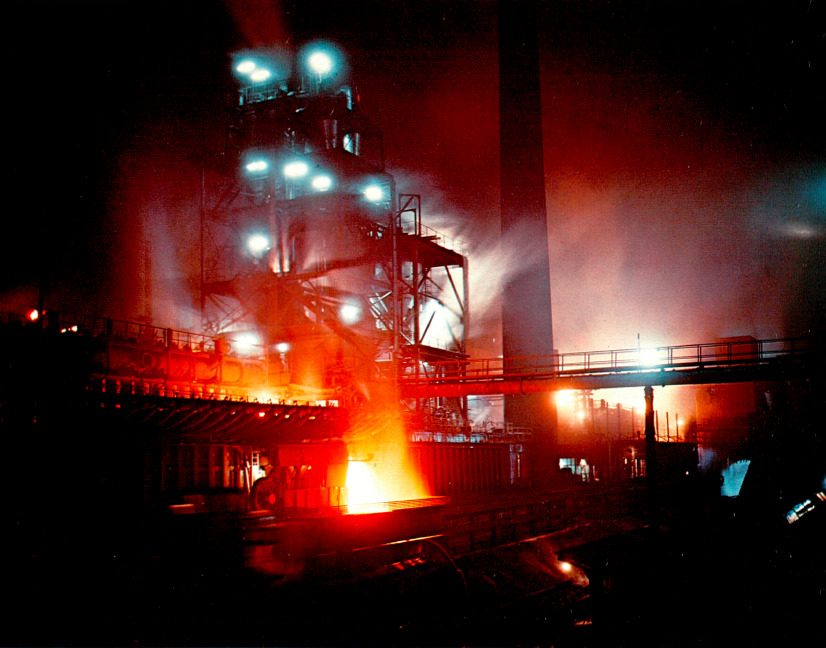
Cokerie de Carling en 1976, vue de nuit.

En mai 2003, dans un courrier adressé au sénateur mosellan Jean-Louis Masson, Nicole Fontaine, secrétaire d’Etat à l’Industrie, laisse présager la fermeture de la cokerie à l’horizon 2004. De nombreuses manifestations sont organisées par les salariés, des routes d’accès sont bloquées.
Le 1er avril 2004, la cokerie est reprise par la société allemande ROGESA (Roheisen Geselschaft Saar), une filiale commune formée par les entreprises sidérurgiques sarroises Dillinger Hütte et Saarstahl AG, et prend le nom de "Cokes de Carling SAS", une société par actions de droit français, immatriculée à Sarreguemines au 16 mars 2004 sous le numéro d’enregistrement 452  611 635 et ayant un capital initial de 10 millions d'euros. 18 millions d'euros sont programmés pour la protection de l'environnement et de la modernisation des installations. Elle compte alors 650 emplois (500 directs et 150 en sous-traitance). 

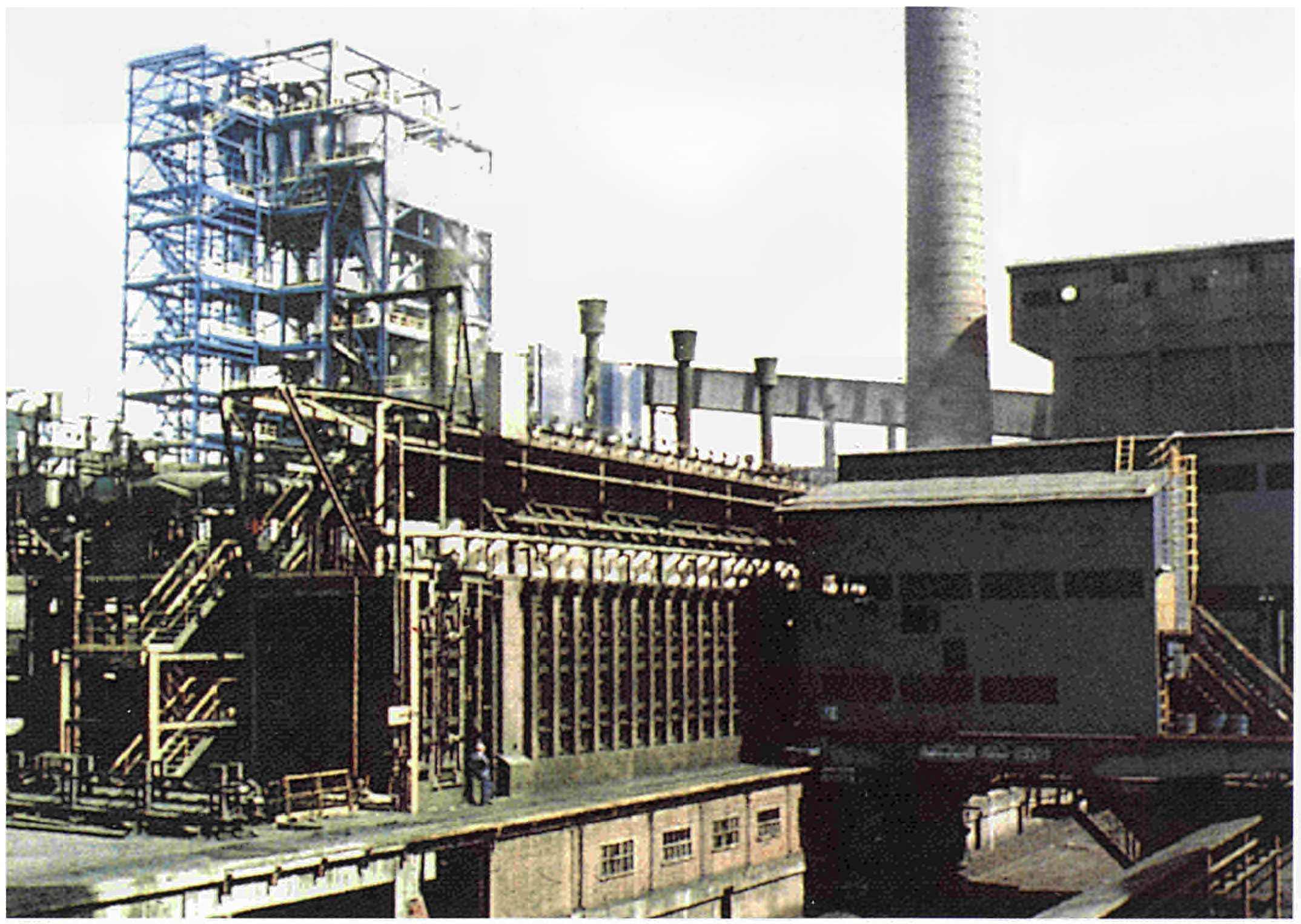
L'enfournement de charbon pilonné en 1989, une spécialité du site, qui permettait de cokéfier le charbon local.

En 2009, 400 000 tonnes de stock de coke invendu s’accumulent à la cokerie. La société ROGESA cherche un repreneur : « Rogesa a acquis la cokerie en 2003 pour alimenter ses trois hauts-fourneaux sarrois, dont la production a reculé de 40 % au cours des derniers mois. Il est impossible d'entasser indéfiniment du coke qui ne se vend plus », explique Michel Escoin, alors président de la société. Après d’importantes manifestations organisées par les salariés la cokerie est définitivement arrêtée en octobre 2009. Elle employait à sa fermeture 400 salariés et près de 700 sous-traitants.
À l’instar des installations sidérurgiques de Völklingen inscrites au patrimoine mondial de l’UNESCO, les installations auraient pu être classées mais au regard de l’importance de la pollution du site, cette démarche n’a pas été entreprise.
Le 22 mai 2008, le site industriel de la cokerie de Carling est signalé dans "l'Atlas des zones polluées par le PCB" (polychlorobiphényles). L'Atlas présente les informations tirées de la base de données BASOL sur les sites et sols pollués, de la base nationale de données BASIAS qui regroupe les inventaires historiques régionaux d’activités industrielles et de services susceptibles d’avoir engendré une pollution de l’environnement et la base de données ARIA du Bureau d’Analyse des Risques et Pollutions Industrielles (BARPI). Les sols  du site (qui s’étend sur plus de 50 ha) sont perméables et gréseux et contiennent 20 000 fois plus de benzène que ce qui est autorisé.
Le site étant fortement pollué, l'arrêté préfectoral du 20/06/2011 impose à la société Cokes de Carling SAS :
- la mise en œuvre de mesures nécessaires à la limitation de l’extension de la pollution ;
- la définition d’un programme de surveillance de la pollution.

En 2012, Yves Herrmann succède à la direction de Michel Escoin à la tête de "Cokes de Carling SAS" et supervise la déconstruction du site.
La déconstruction, commencée en mars 2012 durera jusqu’au début de l'année 2014, date à laquelle sera entreprise la dépollution du site. Le site s'étend sur 50 ha et représente plus de 100 000 tonnes de gravats et plus de 30 000 tonnes de ferraille à évacuer. Les travaux ont été confiés à l’entreprise de démolition "Wanty SAS", filiale d’un groupe belge. Les 30 000 tonnes de ferraille dégagées sont récupérées par la société sarroise ROGESA pour ses aciéries électriques et convertisseurs de Dillingen. L’ensemble des travaux est estimé à plus de 20 M€.

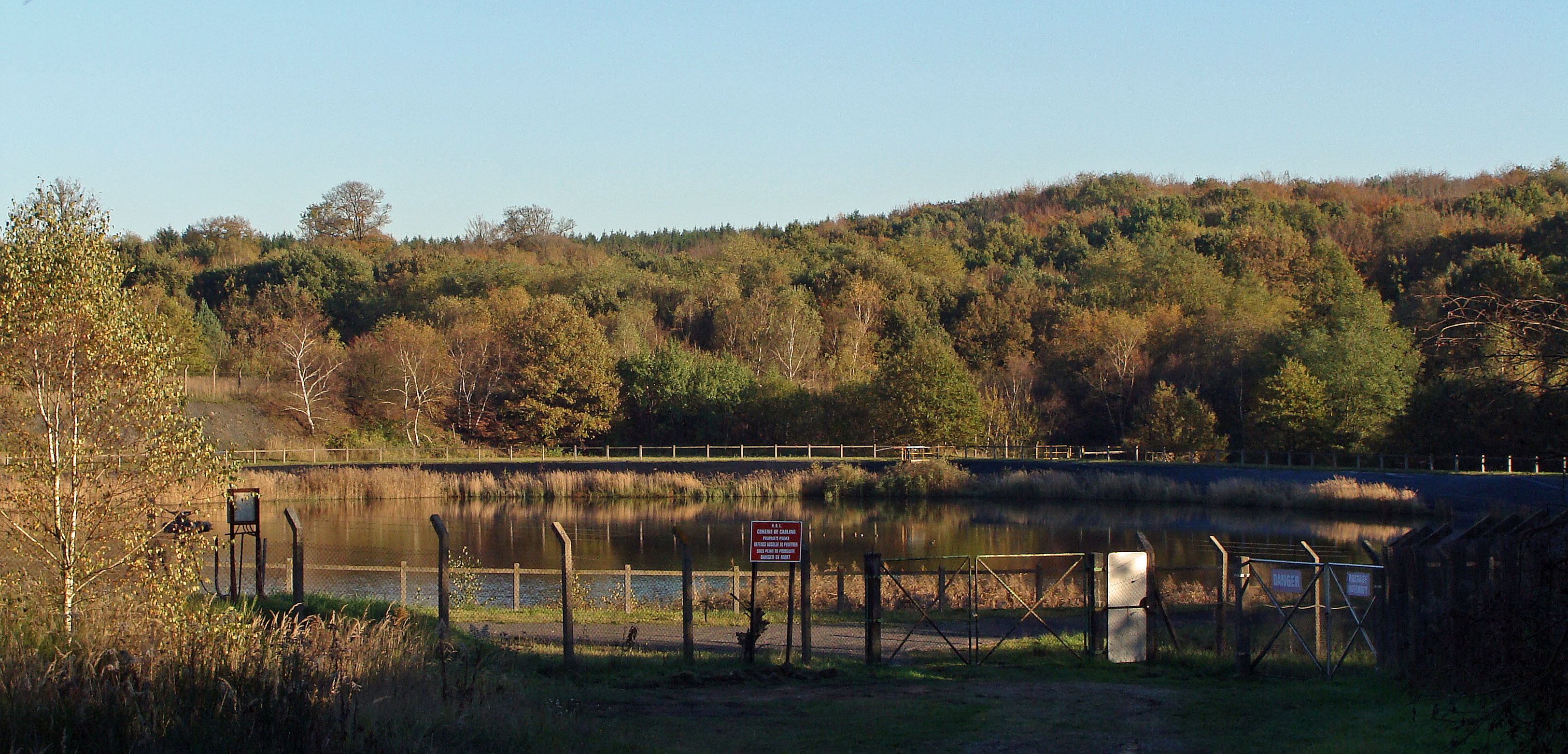
Bassin de décantation recueillant les eaux de la cokerie.

## Production
La cokerie était équipée en 2004 de deux unités de fours droits, Carling 2 et Carling 3, d'une capacité globale de production de 900 000 tonnes de coke par an.
- Carling 2 : 86 fours-batteries 21 et 22 fonctionnant en pilonné ou préchauffé. Production de 1 600 t/jour en pilonné ou 2 100 t/jour en préchauffé.
- Carling 3 : 120 fours fonctionnant en pilonné. Production 2 100 t/jour.
- Un four tournant : production 300 t/jour.
- des installations annexes de traitement et de stockage de benzols, goudrons, acides, etc.

Une lagune de 1,5 hectare a été exploitée de 1938 à 1990 : les eaux ammoniacales et polluées de la cokerie transitaient par cette lagune avant d’être rejetées dans la Merle (ruisseau), ce qui faisait de ce cours d'eau l’un des plus pollués de France. On estime que durant cette période 800 000 tonnes ont transité par cette lagune. Cette lagune, située sur le territoire de la commune de L’Hôpital au lieu-dit du "Moulin", reste une zone toujours interdite d’accès et sous surveillance.

## Personnalités liées à la cokerie

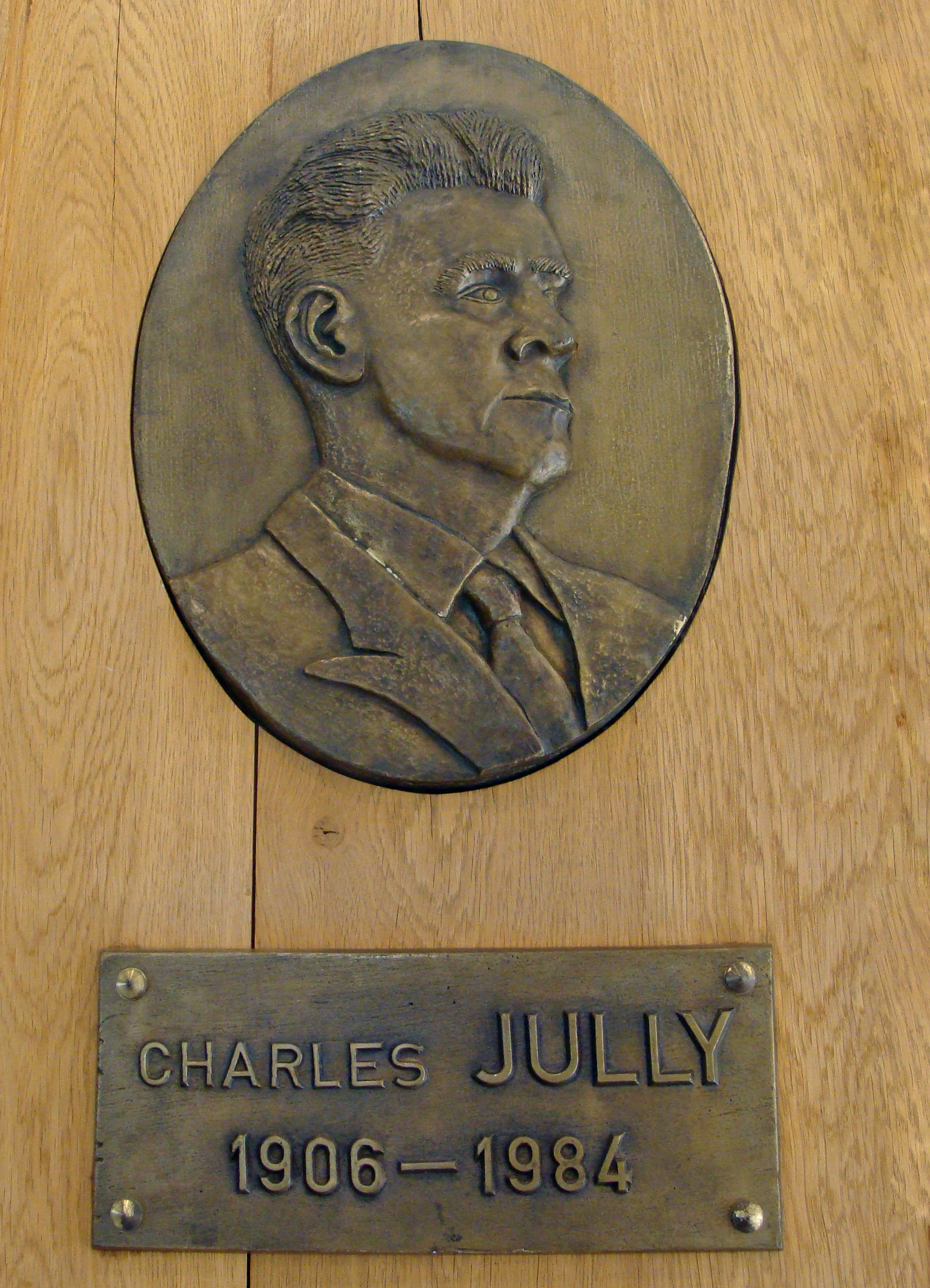
Charles Jully (1906-1984).

- Charles Jully (1906-1984), né le 10 avril 1906 à Haguenau, il intégra la cokerie de Carling en tant qu'ingénieur en 1936. Il fut directeur de la cokerie de Carling du premier janvier 1948 à 1963. Il a eu pour mérite de créer un procédé de fabrication du coke à partir du charbon lorrain, relançant par là-même la production de charbon et donnant naissance à la plate-forme chimique de Carling - Saint-Avold. Son procédé qui porte son nom (Technique Jully ou Procédé de Carling) connu un retentissement international et Charles Jully fut nommé conseiller technique des gouvernements de Belgique et du Venezuela, puis supervisa la construction en Inde de cokeries utilisant ce même type de procédé. Ingénieur en génie mécanique, il fit toute sa carrière aux Houillères du Bassin de Lorraine pour terminer comme ingénieur en chef. Il décéda à Strasbourg le 17 juin 1984. L'une des zones d'activités de Carling, une rue de Carling ainsi que le lycée technologique et professionnel de Saint-Avold portent son nom.
- Michel Escoin (1933-), nommé (par décret du 1er mars 1993 portant nomination au conseil d'administration des Houillères de bassin du Centre et du Midi) membre du conseil d’administration des Houillères de bassin du Centre et du Midi, au titre de la représentation des Charbonnages de France en remplacement de M. Joseph Bernard ; président directeur général de la nouvelle société "Cokes de Carling SAS" du 1er avril 2004 à 2012.
- Yves Herrmann (1954-), actuel président et dirigeant de la société "Cokes de Carling SAS".